# Snorhaar

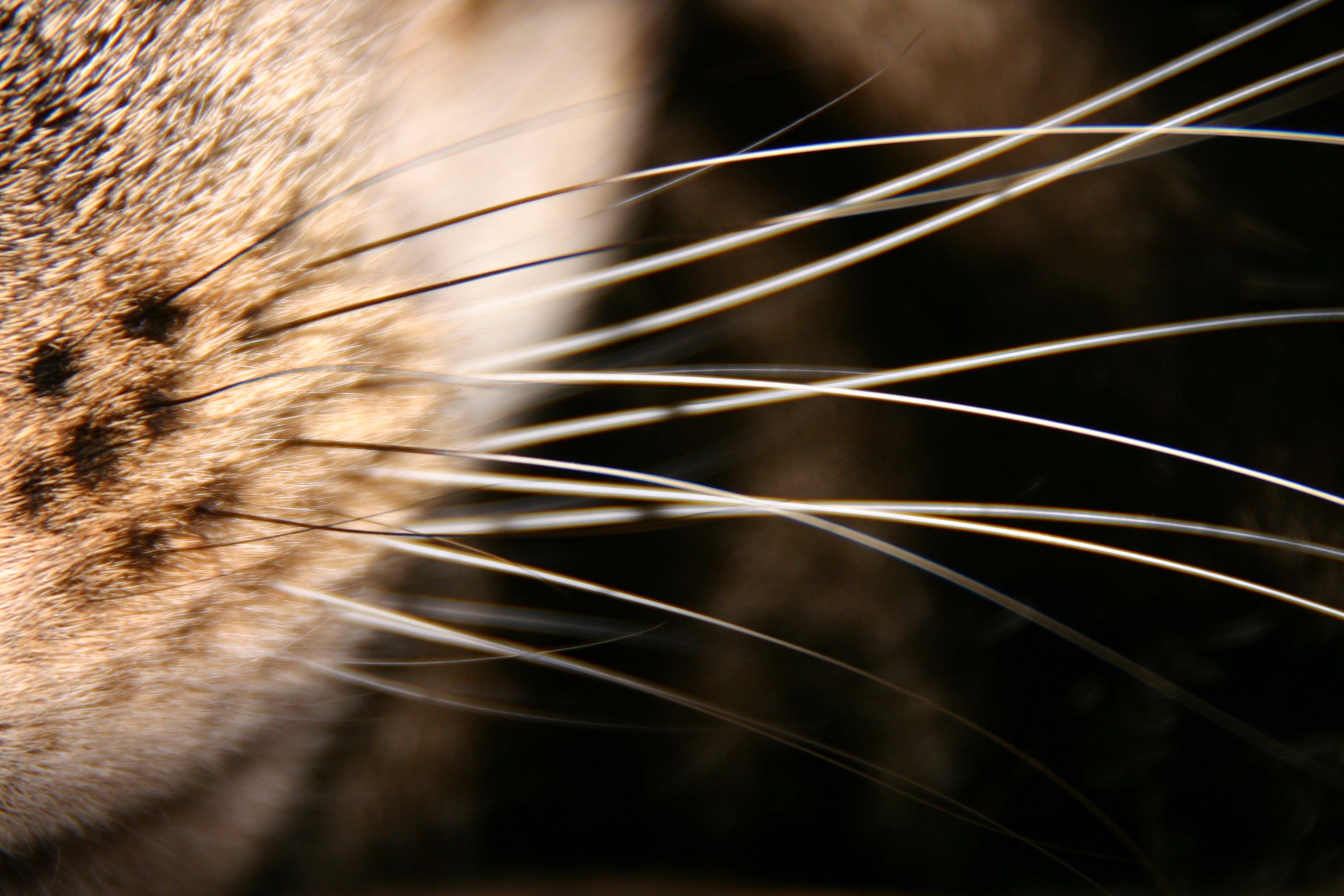
Zwarte en witte snorharen van een kat

Snorharen, tastharen of vibrissae zijn haren die intens gebruikt worden voor de tastzin van een zoogdier.
Snorharen komen voor bij dieren die niet goed kunnen zien of die voornamelijk bij nacht actief zijn. Ze zijn van dienst bij het vinden van de weg en bij het zoeken van voedsel. Ze komen vooral van pas waar en wanneer andere zintuigen moeilijk bruikbaar zijn, zoals bij het graven of in moeilijk doordringbare begroeiing. Sommige dieren, zoals de huismuis, kunnen bewegingen van de lucht waarnemen met hun snorharen. Zeehonden kunnen er de grootte van voorwerpen mee inschatten. Roofdieren gebruiken ze om prooien te vinden, prooidieren om jagers op te sporen.
Omdat de werking van de snorharen van groot belang is voor het overleven van deze dieren, is een groot deel van de hersenen ingericht voor het verwerken van de impulsen uit de zenuwen bij de snorharen. Ook gebruiken zoogdieren veel energie om de haarzakjes rond hun snorharen warm te houden, zodat ze gebruiksklaar blijven.
Snorharen bevinden zich rond de neus, elders op de kop. Soms groeien ze ook op andere lichaamsdelen, zoals bij klipdassen in de vacht. Snorharen kunnen erg lang zijn. Zo kunnen de snorharen van een chinchilla zo lang zijn als een derde van de lichaamslengte van het dier.
Snorharen zijn vaak dikker en stugger dan het andere haar. Ze bestaan zoals alle haren uit levenloos materiaal zonder zenuwen. Het onderscheid met gewone haren bestaat uit een speciaal haarzakje dat een kokertje met bloed bevat: de zogenaamde bloedsinus. Wanneer de snorhaar wordt aangeraakt wordt door de buiging van de haar het bloed in de sinus bewogen. Het bloed versterkt de beweging, waardoor zenuwen aan het einde van de sinus extreem subtiele bewegingen kunnen waarnemen. Bij sommige zoogdieren wordt het haarzakje omgeven door spierweefsel, waardoor het dier de snorharen kan bewegen.
Wanneer een dier onverhoeds al zijn snorharen kwijtraakt, raakt het feitelijk een groot deel van de tastzin kwijt en reageert het door in paniek te raken. In 2007 werd in Oostenrijk een 23-jarige man door de rechter veroordeeld tot 6 maanden voorwaardelijke gevangenisstraf wegens het in een dronken bui afknippen van de snorharen van zijn kat.
Soms worden ook de veertjes naast de snavel van sommige vogels snorharen genoemd.